# Gestippeld schriftmos
Gestippeld schriftmos (Opegrapha vermicellifera) is een korstmossoort uit de familie Opegraphaceae. Het leeft in symbiose met de alg Trentepohlia.

## Determinatie
Gestippeld schriftmos is een korstvormig korstmos. Het thallus is 8–12 cm in doorsnede en lichtgrijs, grijswit of okergrijs van kleur. Krassen op het thallus veroorzaken oranje strepen. Het thallus heeft de volgende kenmerkende kleurreacties:  K-, C-, KC-, P-, UV-.
De lirellen (apotheciën) zien er uit als schrifttekens. Ze zijn beperkt tot beperkte gebieden op het thallus en hebben een breedte van 0,1–0,15 mm. Asci zijn achtsporig en meten 60–75 × 12–15 µm. De sporen zijn 4–7-septaat, hyaliene, zeer langwerpige  met spitse uiteinden en kleurloos en meten 15-25(-30) × 3-4 µm. Het hymenium is 50–60 µm hoog en kleurt geelachtig met jodium.

## Ecologie
Gestippeld schriftmos is een epifyt. Het komt vaak voor op vrij droge boomschors in bossen en vochtige bossen.

## Verspreiding
Het verspreidingsgebied van gestippeld schriftmos strekt zich uit over Europa.
In Nederland komt het vrij zeldzaam voor. Het staat is niet bedreigd en staat niet op de rode lijst.